# Coenosia ambulans
Coenosia ambulans este o specie de muște din genul Coenosia, familia Muscidae, descrisă de Johann Wilhelm Meigen în anul 1826. Conform Catalogue of Life specia Coenosia ambulans nu are subspecii cunoscute.